# 本田夕歩
本田 夕歩（ほんだ ゆうほ、1998年2月16日 - ）は、日本のモデル、コスプレイヤー、YouTuber、グラビアタレント。

## 略歴
福岡県出身。2018年9月10日発売の『ヤングマガジン』41号（講談社）にて巻末グラビアを担当するにあたり、「ぽんず」から「本田夕歩」に改名。ゼロイチファミリア所属を経て無所属（フリーランス）。
2023年5月13日、コスプレイヤーを中心にした7人組の期間限定完全自己プロデュースアイドルグループ「Couleur Clarity」（クルール クラリティー）の結成を発表。本田によると同人アイドルグループとして、副編集長的立ち位置だという。

## 人物
『干物妹!うまるちゃん』の主人公・土間うまるや『天気の子』のヒロイン・天野陽菜などのコスプレをする。
自らのことをディズニーオタクと名乗るほどのディズニー好きで『アナと雪の女王』のエルサやアナなどディズニーキャラクターのコスプレをしてパークへ行くほど。年間パスポートを持っていて頻繁にINしているが、最近はUSJに行きたいともTwitterにてつぶやいていた。
フリーで活動中のコスプレイヤー・紗愛と仲良し。
特技はダイビングで、趣味はゲーム、ディズニーで写真を撮ること、舞台鑑賞。

## 出演

### パーソナリティ
- TBSエンタメExpress（2019年7月 - ）
- 小型翻訳機のcheetahTALK（2019年7月 - ）

### アプリムービー
- 絶対服従-ヒプノシスドロップ-（2020年4月3日、taskey）‐羽柴役[8]

## 書籍

### 写真集
- amble（2022年6月15日、KADOKAWA、撮影：槇野翔太）ISBN 978-4046055620[9]

### デジタル写真集
- Endless Summer（2022年4月18日、撮影：佐賀章広）
- 本田夕歩×Parfaite（2023年9月15日、集英社［週プレ PHOTO BOOK］、撮影：田中健児）[10]
- ナチュらぶ。（2024年5月16日、撮影：やすいきしょう）
- にゅーむーど！（2025年2月24日、集英社［週プレ PHOTO BOOK］、撮影：オノツトム）[11]

### 雑誌
- 週刊ヤングマガジン 第41号（2018年9月10日、講談社）※巻末グラビア[5]
- 週刊プレイボーイ 50号（2018年11月26日、集英社）[12]
- ヤングアニマル（2019年8月9日、白泉社）※表紙＆巻頭グラビア[13]